# Grande Sertão: Veredas (quadrinhos)
Grande Sertão: Veredas é um romance gráfico criado pelos quadrinistas brasileiros Eloar Guazzelli (roteiro) e Rodrigo Rosa (arte). O livro é baseado na obra homônima de Guimarães Rosa. O livro foi lançado pela editora Globo em 2014 com uma edição de luxo de 7 mil exemplares com venda exclusiva pela Livraria Cultura. Em 2016, foi lançada uma nova edição mais barata, dessa vez para todas as livrarias. A história do livro acompanha a vida do jagunço Ribaldo. Em 2015, o livro ganhou o Troféu HQ Mix de "melhor adaptação para os quadrinhos" e o segundo lugar no Prêmio Jabuti na categoria "Adaptação".